# Побити камъни
Побитите камъни (на 29 юни 1942 г. – Дикилиташ, букв. от турски – „побити камъни“) са скални образувания, разположени във Варненска област. 

## Местоположение
Разположени са на 18 km западно от Варна, от двете страни на главния път Варна – София, между селата Слънчево, Страшимирово и девненския квартал Повеляново. Административно се отнасят към община Аксаково. Разпределени са на 18 големи и малки групи на площ от 7 km2.

## Описание
Представляват варовикови колони с различна височина – от 5 до 7 m, дебелина – от 0,3 до 3 m и различно сечение. Изглеждат като побити в пясъка и оттам идва името им. Колоните са без твърди основи, кухи и запълнени с пясък. Някои от тях са разположени на етажи с обща височина от 5 m.
През 1995 г. са категоризирани като защитена местност с от площ 253,3 хектара.

## Произход
За произхода им има много хипотези, които могат да се обединят главно в две групи – за органичния и неорганичния им произход. Първите са свързани с кораловите организми и други. Според вторите произходът им се обяснява с призматичното изветряне на скалите или с образуването на пясъчно-варовикови конкреции и др. За да бъдат опазени, през 1937 г. са обявени за природна забележителност.
Смята се, че са образувани преди около 50 милиона години. Въз основа на изобилното съдържание на вкаменелости, стратиграфският обхват на образуванията е определен в рамките на Долен Еоцен (48,6 – 53 млн. г.).

## Други
На Побитите камъни е наречена улица в квартал „Димитър Миленков“ в София (Карта).